# Karyme Lozano
Karyme Lucia Lozano  (Mexikóváros, Mexikó, 1978. április 3. –) mexikói színésznő és énekesnő.

## Élete és pályafutása
1978. április 3-án született Mexikóvárosban. Első szerepét 1994-ben játszotta a Volver a empezar című sorozatban. Több telenovellában szerepelt.
2006-ban főszerepet kapott az Amar sin límites című telenovellában Valentino Lanus mellett.

## Filmográfia

### Telenovellák
- Quiero amarte (2013) -  Amaya Serrano Martínez / Florencia Martínez de Serrano
- El talismán (Talizmán) (2012) - Mariana Aceves de Ibarra
- Mujeres asesinas (2010) - Ana Beltran
- Amar sin límites (2006-2007) - Azul Toscano / Azucena
- Soñar no cuesta nada (Hazugságok hálójában) (2005) - Emilia Olivares
- Niña amada mía (2003) - Isabela Soriano Rivera / Isabela Uriarte Rivera
- El manantial (Az ősforrás) (2001) - Bárbara Luna
- Tres mujeres (1999) - Fátima Uriarte Saraldi
- Pueblo chico, infierno grande (1997) - Braulia Felicitas
- El secreto de Alejandra (1997) - Karla
- Confidente de secundaria (1996) - Marilú
- Si Dios me quita la vida (1995) - Esther "Teté" Román
- Volver a empezar (1994) - Liliana

### Filmek
- Cristiada (2011) – Doña María del Río

## Diszkográfia
- Prohibido (2008)

## Díjak és jelölések
TVyNovelas-díj
| Év   | Kategória                | Telenovella      | Eredmény |
| ---- | ------------------------ | ---------------- | -------- |
| 2000 | Legjobb fiatal színésznő | Tres mujeres     | Elnyerte |
| 2002 | Legjobb női főgonosz     | Az ősforrás      | Jelölve  |
| 2003 | Legjobb női főszereplő   | Niña amada mia   | Jelölve  |
| 2007 | Legjobb női főszereplő   | Amar sin límites | Jelölve  |